# Montigny-Mornay-Villeneuve-sur-Vingeanne
Montigny-Mornay-Villeneuve-sur-Vingeanne este o comună în departamentul Côte-d'Or, Franța. În 2009 avea o populație de 371 de locuitori.

## Evoluția populației
| An        | 1975 | 1982 | 1990 | 1999 | 2006 | 2009 |
| --------- | ---- | ---- | ---- | ---- | ---- | ---- |
| Populație | 324  | 278  | 312  | 358  | 366  | 371  |